# لاکهید ام‌سی-۱۳۰
لاکهید ام‌سی-۱۳۰ (به انگلیسی: Lockheed MC-130) یک هواگرد ساختِ کارخانهٔ لاکهید کورپوریشن در کشور ایالات متحده آمریکا است. نخستین استفاده‌کنندهٔ این هواگرد نیروی هوایی ایالات متحده آمریکا بوده‌است. این هواگرد برای نخستین بار در ۲۰۱۱ میلادی مورد استفاده قرار گرفت. ماموریت‌های عمده ام‌سی ۱۳۰ شامل است بر عملیات نفو‌ذ، عملیات استخراج و عملیات ویژه است.